# Trimble (Ohio)
Trimble es una villa ubicada en el condado de Athens en el estado estadounidense de Ohio. En el Censo de 2010 tenía una población de 390 habitantes y una densidad poblacional de 224,08 personas por km².

## Geografía
Trimble se encuentra ubicada en las coordenadas 39°29′9″N 82°4′54″O / 39.48583, -82.08167. Según la Oficina del Censo de los Estados Unidos, Trimble tiene una superficie total de 1.74 km², de la cual 1.71 km² corresponden a tierra firme y (1.49%) 0.03 km² es agua.

## Demografía
Según el censo de 2010, había 390 personas residiendo en Trimble. La densidad de población era de 224,08 hab./km². De los 390 habitantes, Trimble estaba compuesto por el 97.44% blancos, el 0% eran afroamericanos, el 0.26% eran amerindios, el 0% eran asiáticos, el 0% eran isleños del Pacífico, el 0% eran de otras razas y el 2.31% pertenecían a dos o más razas. Del total de la población el 0% eran hispanos o latinos de cualquier raza.